# Abarenicola claparedi
Abarenicola claparedi is een borstelworm uit de familie Arenicolidae. De wetenschappelijke naam van de soort werd in 1884 gepubliceerd door Georg Marius Reinald Levensin.